# Jürgen Kröger
Pour les articles homonymes, voir Kröger.
Jürgen Kröger (né le 16 novembre 1856 à Haale, mort le 27 février 1928 à Aukrug), est un architecte allemand, actif de 1880 à 1920. Nommé « kaiserlicher Baurat » en 1908, il fut conseiller de l'empereur Guillaume II en matière d'architecture. Kröger est connu surtout pour la construction d'églises évangéliques. Le poète Timm Kröger (de) était son oncle.

## Biographie
Kröger a commencé sa formation en 1873 chez le maître-charpentier Göttsche à Hohenwestedt. Il réussit ses examens d'architecture avec mentions en 1880. Puis il travailla en tant que spécialiste de la construction dans un service du ministère de la guerre dans le quartier de Altona à Hambourg. Ensuite il fut embauché dans le cabinet berlinois du célèbre architecte Johannes Otzen. En 1888 il devint indépendant et érigea avant tout dans les décennies qui suivirent de nombreuses églises évangéliques, au début surtout dans le style néogothique. Nonobstant sa réputation, parmi ses plus grands succès, on peut citer la gare de Metz, dont l'inauguration eut lieu en présence de l'empereur Guillaume II, qui nomma quelques jours plus tard Kröger au rang de « kaiserlicher Baurat » (Conseiller en bâtiment impérial) ainsi que la Gare de Metz-Chambière. Kröger travailla aussi sur le projet de la « neue Oberpostdirektion » poste centrale de Metz, construite de 1908 à 1911.

## Son œuvre
- 1889: Projet pour le temple de garnison de Strasbourg (non retenu).
- 1889: Moritzkirche de Zwickau (avec Hans Abesser)
- 1891–1892: Synagogue de Glogau (Province de Basse-Silésie)
- 1892: Maison évangélique de Dessau
- 1893–1895: Église Saint-Marc de Chemnitz (avec Hans Abesser)
- 1892–1894 Lutherkirche de Breslau
- 1895–1897: Trinitatiskirche de Riesa
- 1894: Projet pour la Christuskirche à Mayence (avec Johannes Otzen)
- 1895: Projet pour l'Hôtel de ville de Stuttgart
- 1895: Monument aux morts de Salzwedel (1901)
- 1897: Projet pour un monument pour Bismarck en Schleswig-Holstein
- 1897–1899: Hôtel de ville de Berlin-Friedrichshagen
- 1898: Christuskirche de Breslau
- 1898–1900: St. Michaelis de Brèmes
- 1898–1901: Jakobikirche de Dresde
- 1899: Projet pour Taborkirche de Leipzig
- 1900: Projet pour la gare de Hambourg
- 1901–1903: Nathanaelkirche de Berlin-Schöneberg
- 1901–1903: Ansgarkirche de Kiel
- 1901–1903: Christophoruskirche de Berlin-Friedrichshagen
- 1901–1904: Erlöserkirche de Breslau
- 1901–1905: Brüderkirche d'Altenbourg (Thüringe)
- 1906–1908: Bugenhagenkirche de Stettin
- 1902: projet pour l'Hôtel de ville de Kassel
- 1901–1903: Garnisonkirche d'Oldenbourg
- 1902–1906: Hôtel de ville de Görlitz
- 1903–1904: Monument pour le cimetière de Berlin-Lankwitz
- 1904–1906: Epiphanienkirche de Berlin-Charlottenbourg
- 1904–1906: Melanchthonkirche de Berlin-Kreuzberg
- 1905–1908: Zwinglikirche de Berlin
- 1906–1908: Bâtiment de la station et des installations annexes de la gare principale de Metz (Alsace-Lorraine)
- 1906–1908: Pfingstkirche, Petersburger Platz, Berlin-Friedrichshain
- 1907: Projet pour la gare de Leipzig
- 1908–1911: Poste centrale, Place Mangin, Metz
- 1909–1910: Neue evangelische Kirche de Ratibor (Oberschlesien)
- 1910–1911: Evangelische Kirche d'Alt-Lietzow, Berlin-Charlottenburg
- 1911: Evangelische Kirche d'Alt-Tegel, Berlin
- 1923: tour de l'église d'Aukrug-Innien

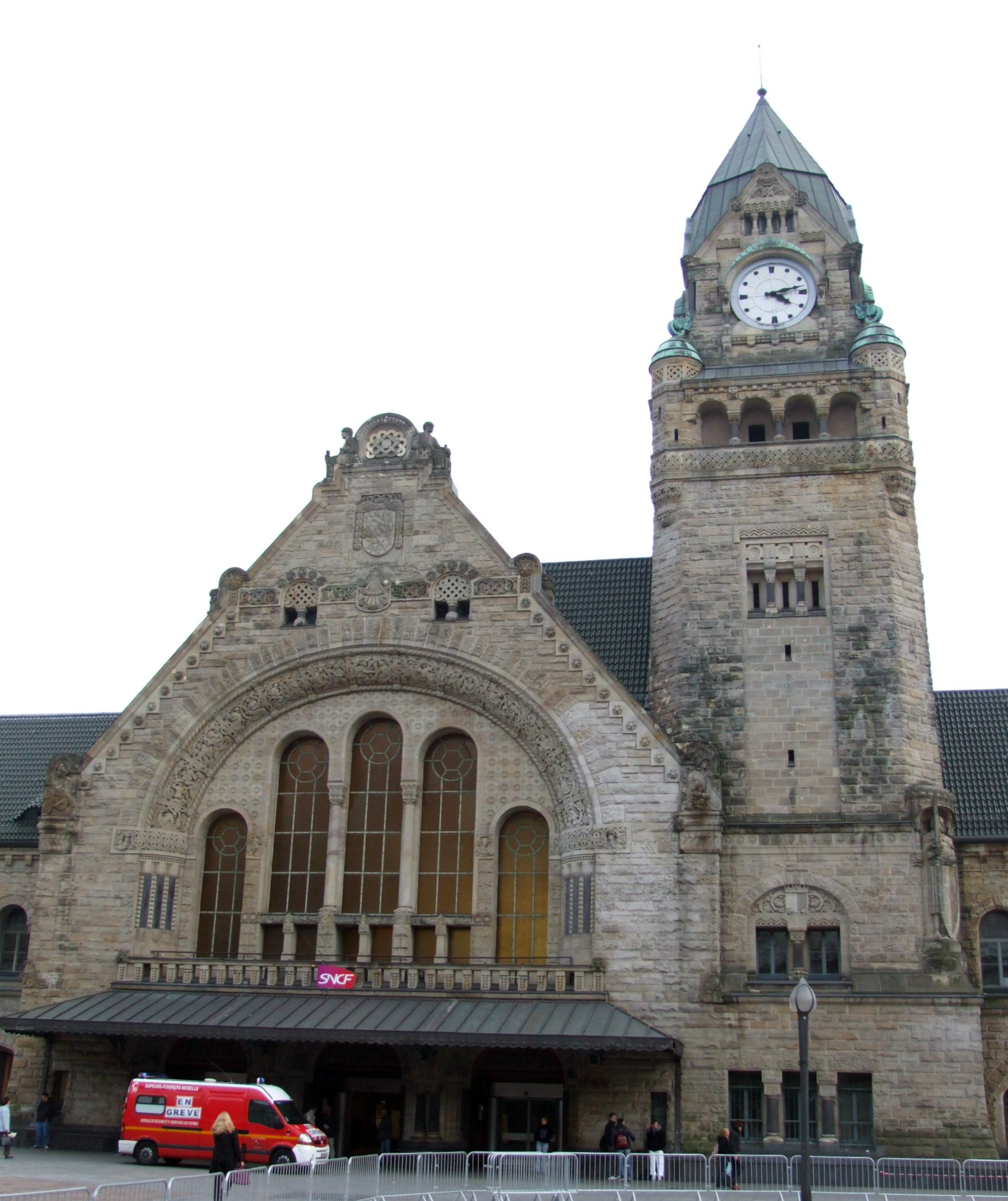
Gare de Metz
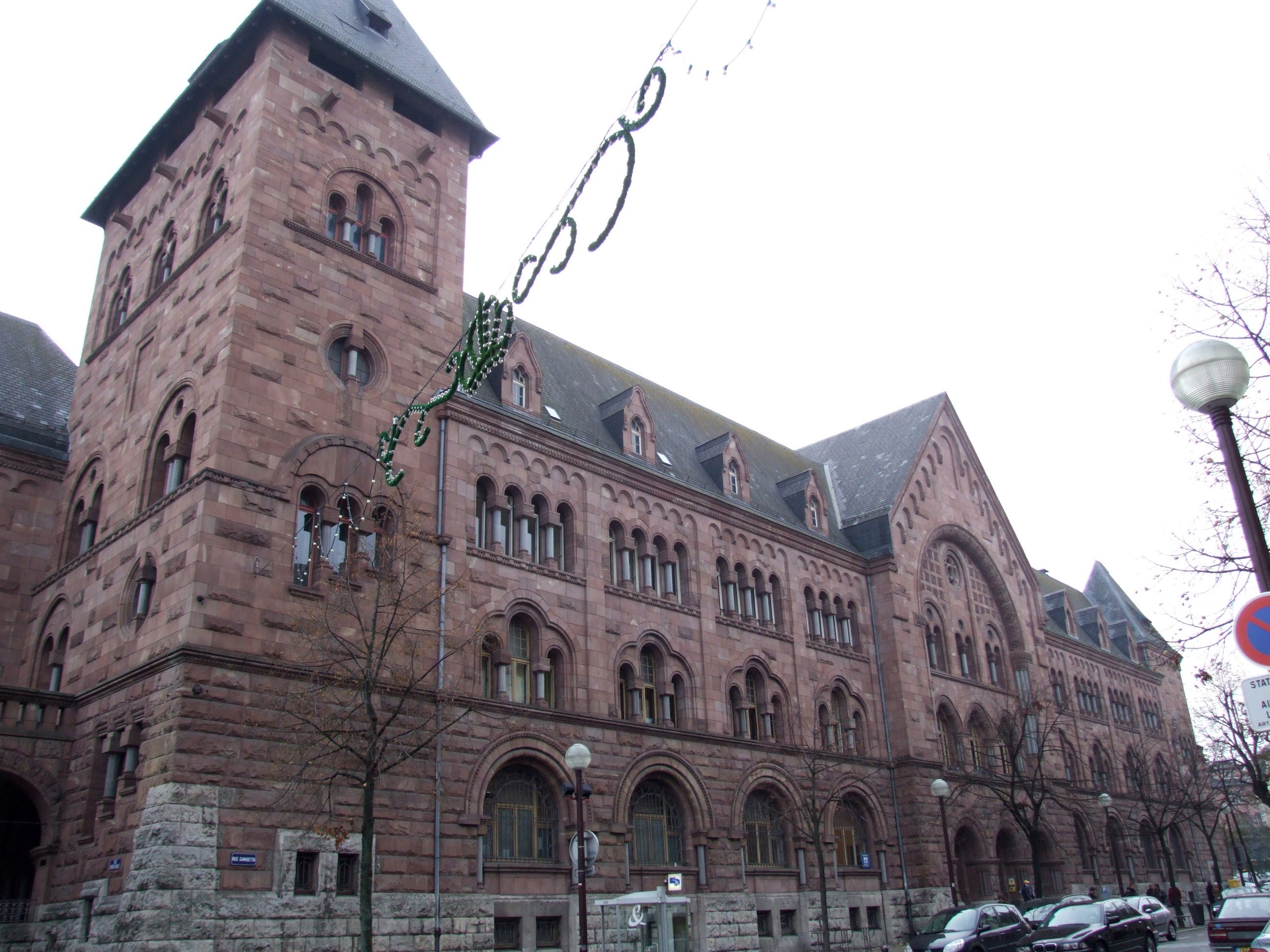
Poste centrale de Metz